# Тополі (пункт контролю)
49°57′56″ пн. ш. 37°54′33″ сх. д. / 49.96556° пн. ш. 37.90917° сх. д.
Топо́лі — пункт пропуску через державний кордон України на кордоні з Росією. Через пропускний пункт здійснюється лише залізничний вид пропуску.
Розташований у Харківській області, Дворічанський район, поблизу селища Тополі, на автошляху Р79. З російського боку розташований пункт пропуску «Валуйки», Валуйський район Бєлгородської області.
Вид пропуску — залізничний. Статус пункту пропуску — міжнародний.
Характер перевезень — пасажирський, вантажний.
Окрім радіологічного, митного та прикордонного контролю, залізничний пункт пропуску «Тополі» може здійснювати санітарний, фітосанітарний та ветеринарний контроль.